# Ina Ray Hutton
Odessa Cowanová, známá pod svým pódiovým jménem Ina Ray Hutton
(13. března 1916 Chicago, Illinois – 19. února 1984 Ventura, Kalifornie), byla americká zpěvačka, tanečnice, kapelník. Její sestrou byla June Huttonová.

## Životopis
Ina Ray Huttonová se narodila jako Odessa Cowanová v Chicagu v Illinois rodičům Marvel Svea Williamsové a Odie Danielovi Cowanovi. Začínala tančit a zpívat na scéně v osmi letech pod vedením instruktora Hazel Thompson-Davise. Její matka Marvel Ray byla místní klavíristka a bavička v Chicagu. Ve věku 13 let byla Odessa považována za tak pokročilou, že přeskočila osmou třídu a šla přímo na střední školu Hyde Park. V době, kdy jí bylo 18 let, byla Odessa (Ina Ray) zkušená uměkyně. Hrála v přehlídce "Future Stars Troupe" v Gus Edwardsově revue "The Theatre Palace" a "Clowns in Clover" Lewa Leslieho a na Broadwayi vystoupila v revuích Georgea Whitea: "Melody", "Never Had Education" a "Scandals "a pak ve "Ziegfeld Follies", všechno v době, kdy jí bylo 18 let.
V roce 1934 ji oslovili Irving Mills a agent vaudeville Alex Hyde, aby vedla hollywoodský dívčí orchestr Melodears. Hrály zde hudebnice včetně trumpetistky Frances Klein, kanadská pianistka Ruth Lowe Sandler, saxofonistka Jane Cullum, kytaristka Marian Gange, trumpetistka Mardell "Owen" Winstead a trombonistka Alyse Wellsová. Hutton a její Melodears byli jednou z prvních dívčích kapel, které natáčely pro Paramount, včetně filmů Accent on Girls a Swing Hutton Swing a hollywoodských filmů pod vedením agenta Irvinga Millse. Skupina se rozpadla v roce 1939. V roce 1940 vedla mužský orchestr, který byl uveden ve filmu Ever Since Venus (1944); ten se rozpadl v roce 1949. Během padesátých lét se vrátila k dívčímu orchestru pro varietní televizní program, The Ina Ray Hutton Show, který běžel v letech 1951-1956 na vlajkové lodi televizního vysílání Paramount v televizní síti KTLA v Los Angeles.

### Obsazení The Melodears
- Klavír: Ruth Lowe, Gladys Moser, Betty Roudebush
- Saxofon: Betty Sattley, Nadine Friedman, Marjorie Tisdale
- Trubka: Mardell Owen Winstead, Kay Welsh, Estelle Slavin, a další.
- Pozoun: Fy Hesser, Jesse Bailey, Alyse Wells
- Bass: Marge Rivers
- Kytara: Marion Grange
- Zpěv: Lillian Singer, Virginia Myers

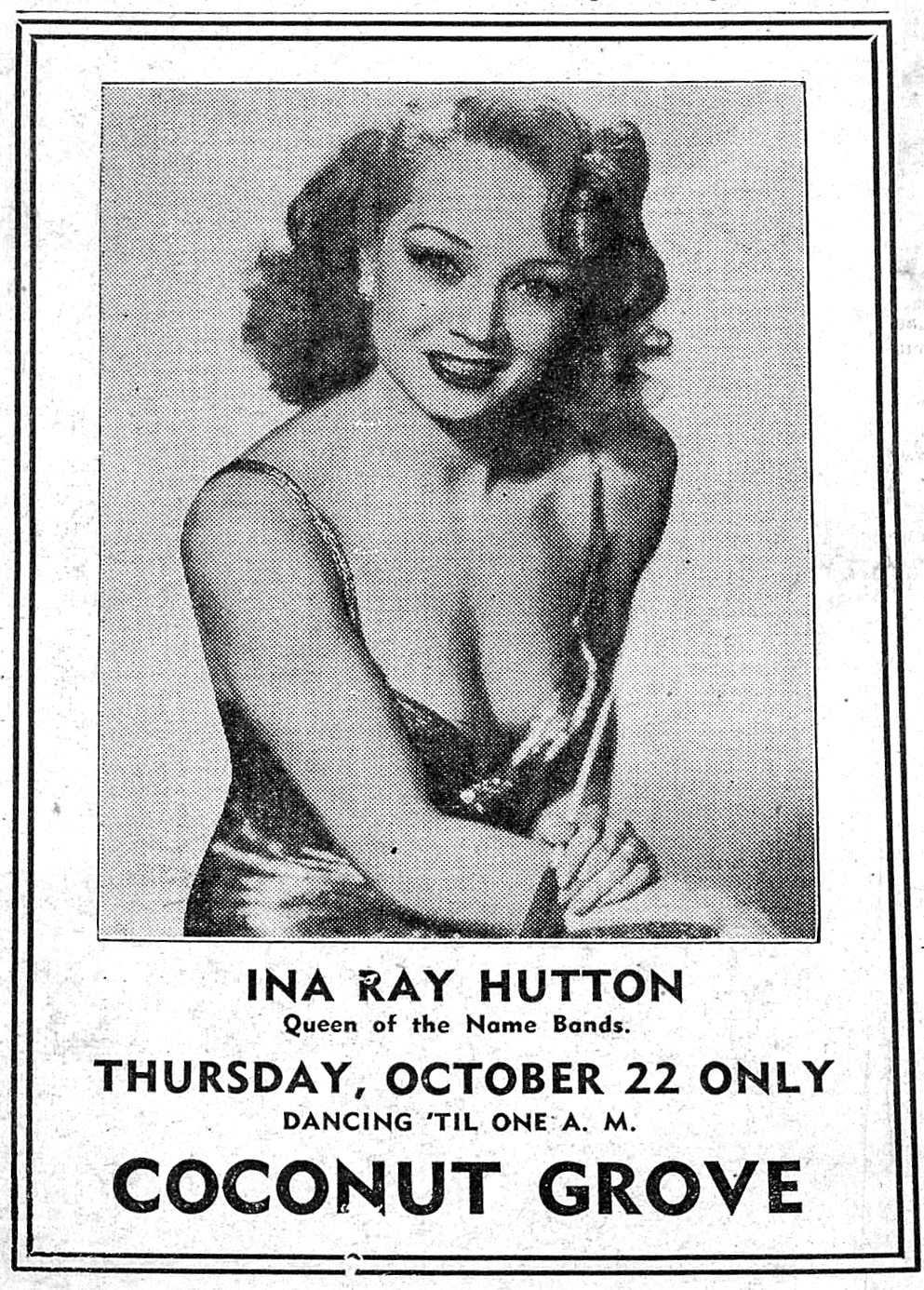
Plakát

## Osobní život
Byla vdaná a rozvedená s:
- Edwin Jessup
- Charles Doerwald
- Lou Parisotto
- Randy Brooks
- Michael Anter
- John "Jack" Franklin Curtis (13 March 1963 - 28 December 1979) Jeho úmrtí.

Skončila s hudbou v roce 1968 a 19. února 1984 zemřela na komplikace z diabetu ve věku 67 let.